# 大沢事務所
株式会社大沢事務所（おおさわじむしょ、英: OFFICE OSAWA Co.,Ltd.）は、日本の声優事務所。日本芸能マネージメント事業者協会・日本声優事業社協議会会員。

## 概要
東京俳優生活協同組合のマネージャーだった大沢和男が1984年4月に独立して設立。
付属の声優養成所を持たず、代わりに研究生制度によって新人を育成している。
2025年3月、オフィスPACが解散の為一部所属者を受け入れ、それまで存在しなかった「準所属」を設立し同移籍者を準所属として加入した。

## 所属声優

### 男性
| あ行 - 相沢まさき - 相澤雅人 - 青木友哉 - 赤松真治 - 朝コータロー - 新井馨矢 - 飯島肇 - 五十嵐雄介 - 石谷春貴 - 泉龍太 - 板倉光隆 - 市川蒼 - 伊藤英敏 - 伊藤洋介 - 伊藤竜次 - 犬飼淳治 - 内田直哉 - 戎原正彦 - 大黒和広 - 大治幸雄 - 大山鎬則 - 押火淳 - 斧アツシ - 小山田昇 - 恩田括 か行 - 香川伊織 - 角田雄二郎 - 加瀬康之 - 加藤雅也 - 神崎龍 - 木内秀信 - 桐井大介 - 霧生晃司 - 草野とおる - 小杉十郎太 - 後藤啓太 - 小林研二 - 小林千晃 - ゴブリン | さ行 - 斉藤弘勝 - 齋藤康弘 - 酒元信行 - 咲野俊介 - 佐藤丈樹 - 塩原啓太 - 白鳥哲 - 菅原正志 - 鈴木英一郎 - 鈴木伸 - 鈴木真之介 - 鈴木大倫 - 鈴木芳彦 - 袖山駿 た行 - 髙木祐星 - 高田裕司 - 田代純一朗 - 立木文彦 - 田中総一郎 - 田中佳人 - 田部圭祐 - 玉木雅士 - 近田和生 - 千葉進歩 - 茶風林 - 塚本晋也 - 東地宏樹 - 外﨑明彦 - 豊田陸人 な行 - 中島フミアキ - 中田譲治 - 永井響 - 長友達也 - 長沼篤志 - 中野慎太郎 - 奈佐健臣 - 西凜太朗 - 野尻大介 | は行 - 羽賀聖 - 長谷川歩 - 花田光 - 濱田龍司 - 林田尚親 - 坂泰斗 - 平野賢佑 - 藤崎卓也 - 藤野直彦 - ブラボー小松 - 古野顕一 - 堀川仁 ま行 - 松尾まつお - 松永健資 - 真瑳士 - 宮﨑翔太郎 - 女鹿伸樹 - 元村悠 - 森宮隆 や行 - 山下誠一郎 - 山本大樹 - 吉原丈二 わ行 - 若林正 |

### 女性
| あ行 - 逢川亮子 - 青木菜な - 明石香織 - 明石はるか - AKIKO - 浅野ひかり - 浅野まゆみ - 有馬ゆみこ - 井口裕香 - 池谷和美 - 池田葵 - 池田のぞみ - 石上静香 - 一木美名子 - 伊藤真理 - 伊藤美紀 - 内山夕実 - VieVie - 枝村みどり - 大川麻衣 - 大木咲絵子 - 大津田裕美 - 大綱めぐみ - 岡野佐多子 - 小口貴子 - 奥山弥生 | か行 - かとうけいこ - 金子彩花 - 茅野愛衣 - 川喜多美子 - 川崎ゆかり - 川澄綾子 - 神戸光歩 - 樹又ひろこ - Kirilo'la' - 久野美咲 - 熊谷聖香 - 黒崎彩子 - 小原好美 - 小林愛 - 近内仁子 さ行 - 阪口あや - 佐藤亜美菜 - 佐藤佳奈 - 佐藤千夏 - 佐藤未奈子 - 佐藤祐実 - 佐藤律子 - 志田有彩 - 島袋美由利 - 鈴木美華 - 鈴木ゆうこ - 鈴木淑恵 - 鈴木好美 - せきぐちきみこ た行 - 髙橋夏季 - 互ひとみ - 田久保柚香 - 種田梨沙 - 土屋李央 | な行 - 中尾衣里 - 中野圭子 - 長峰みのり - 永山あけみ - 根岸薫子 - 能登麻美子 は行 - 花澤香菜 - 葉山那奈 - 日笠山亜美 - 平塚紗依 - 舟橋杏美 - 帆足美優 - 本田あつ子 - 本田貴子 ま行 - 丸山みづ紀 - 水上亜紗美 - 光野貴子 - 向殿あさみ - 百瀬圭 や行 - 安田あきえ - 山下百合恵 - 山谷茉莉 わ行 - 渡辺明乃 |

### 準所属
| - 稲垣拓哉 - 桂一雅 - 杉村憲司 - 長谷川敦央 - 星野健一 - 松田裕市 | - 伊沢磨紀 - 石井まみ - 坂井恭子 - 司薫 - 御沓優子 - 米本早希 |

## 大沢事務所から独立した声優事務所
- 懸樋プロダクション（2009年）
- ヘリンボーン（2009年）
- リル・ポータ（2011年）
- ポマランチ（2012年）
- Rush Style（2013年）